# Cantón de Jegun
El cantón de Jegun era una división administrativa francesa, que estaba situada en el departamento de Gers y la región de Mediodía-Pirineos.

## Composición
El cantón estaba formado por diez comunas:
- Antras
- Biran
- Castillon-Massas
- Jegun
- Lavardens
- Mérens
- Ordan-Larroque
- Peyrusse-Massas
- Roquefort
- Saint-Lary

## Supresión del cantón de Jegun
En aplicación del Decreto nº 2014-254 de 26 de febrero de 2014, el cantón de Jegun fue suprimido el 22 de marzo de 2015 y sus 10 comunas pasaron a formar parte del nuevo cantón de Gascuña Auscitana.